# Paso de Rafah

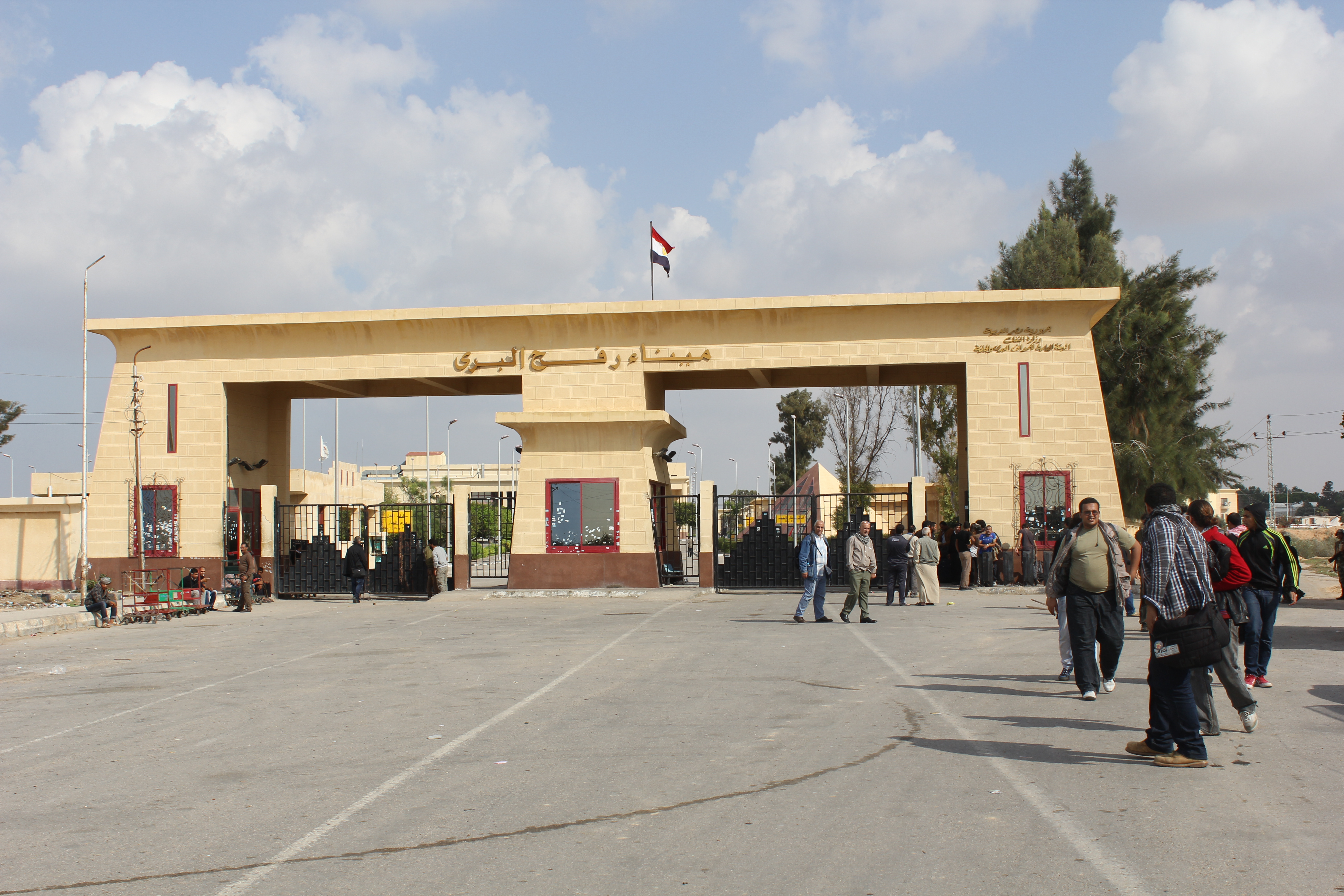
Paso de Rafah en 2012

El paso de Rafah (en árabe: معبر رفح‎ رفح -Ma`bar Rafaḥ-, en hebreo: מעבר רפיח‎) o paso fronterizo de Rafah es el único paso fronterizo entre Egipto y Palestina. Se encuentra en la ciudad de Rafah, dividida por la frontera que separa la región palestina de la Franja de Gaza con la península del Sinaí egipcia. Esta frontera fue reconocida oficialmente en el tratado de paz egipcio-israelí de 1979. El paso fronterizo fue conocido originalmente como puerto terrestre de Rafah. El paso de Rafah solo permite el tránsito de personas, mientras que el tráfico de bienes se desvía principalmente hacia el paso de Kerem Shalom, ubicado en la confluencia de las fronteras palestina, egipcia e israelí.

## Las puertas

Mapa los pasos fronterizos de la Franja de Gaza.

El paso de Rafah se ha convertido en el principal paso fronterizo entre Egipto y Palestina. Estuvo controlado por la Autoridad Aeroportuaria Israelí hasta que Israel desmanteló sus asentamientos en la Franja de Gaza el 11 de septiembre de 2005, como resultado del denominado plan de retirada unilateral israelí. Tras esta retirada, la Misión de la Unión Europea para la Asistencia Fronteriza en Rafah (EUBAM en sus siglas inglesas) se encargó de gestionar el paso fronterizo. Conocido como "la puerta de Saladino", está ubicado en la Carretera de Saladino, que recorre la Franja de Gaza desde el paso de Erez hasta Rafah. En 2009, Israel bombardeó el paso de Rafah para supuestamente destruir túneles usados para el contrabando.
Al sur de Rafah se construyó un nuevo paso de Rafah, también conocido en árabe como "Al Awda" (El Retorno).

## Historia
En el acuerdo anglo-otomano firmado el 1 de octubre de 1906 se acordó una frontera que transcurría desde Taba hasta Rafah para separar la Palestina controlada por los otomanos del Egipto bajo control británico. En cambio, tras la derrota otomana en la Primera Guerra Mundial, el Reino Unido pasó a administrar también la región de Palestina en lo que pasaría a conocerse como el Mandato británico de Palestina. En 1948, como consecuencia de la primera guerra árabe-israelí, Egipto ocupó la Franja de Gaza reunificando la ciudad y desmontando la frontera. Cuando Israel derrotó a sus vecinos árabes en la guerra de los Seis Días de 1967, ocupó militarmente tanto la península del Sinaí como la Franja de Gaza.
En 1979, Israel y Egipto firmaron un tratado de paz mediante el cual Israel devolvía la península del Sinaí a Egipto, pero retenía el control sobre la Franja de Gaza. Como resultado de este tratado se estableció una franja de tierra de unos 100 metros de ancho que cumplía la función de una tierra de nadie y que fue conocida como la Ruta Philadelphi. La renovada frontera establecida entre la península del Sinaí egipcia y la Franja de Gaza bajo control israelí pasaba ahora a través de la ciudad de Rafah. Cuándo Israel se retiró definitivamente del Sinai en 1982, Rafah quedó dividida entre una parte egipcia y otra palestina, separando a familias con barreras de alambre de espino.

### Retirada israelí de la Franja de Gaza

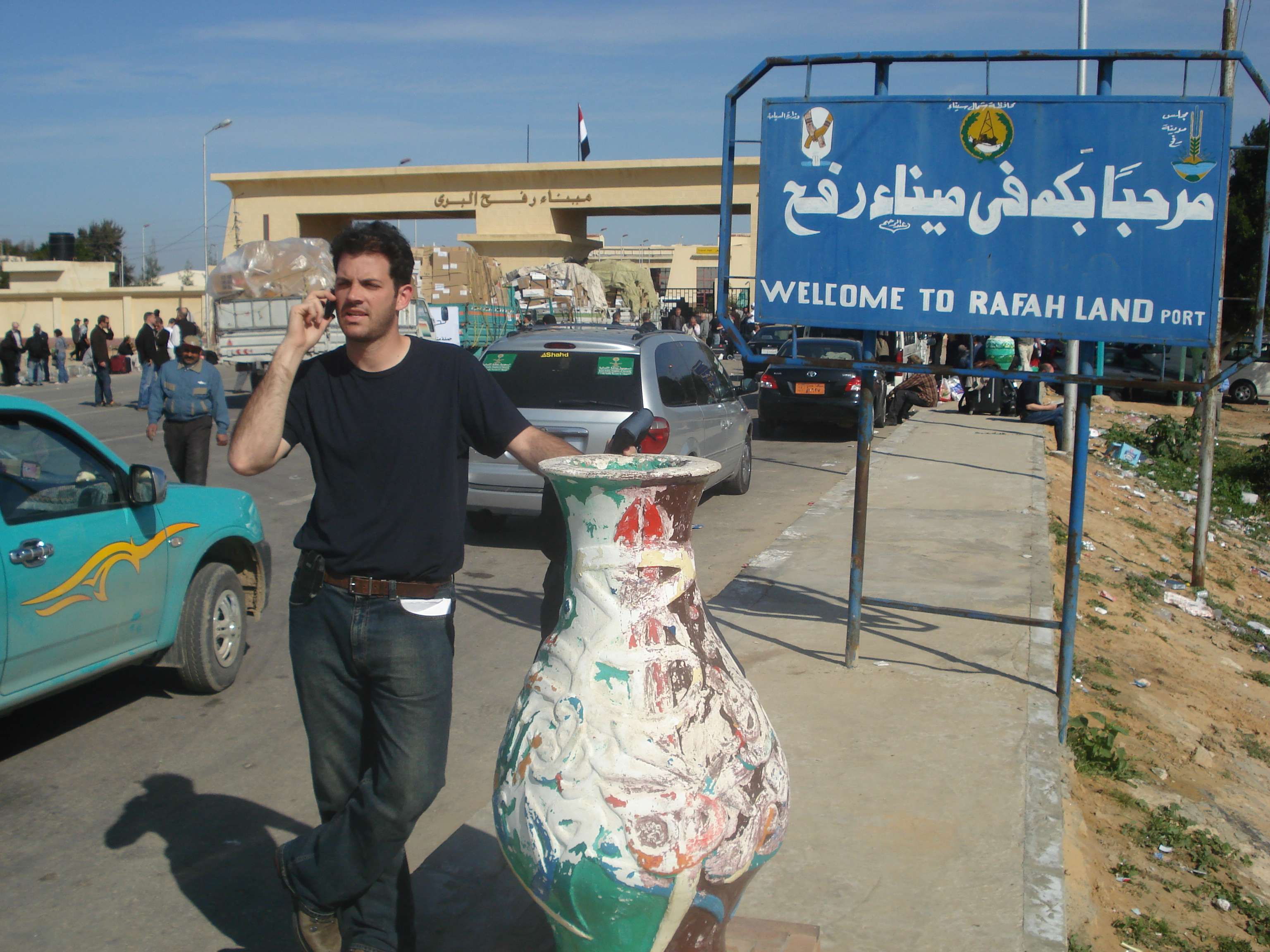
Paso de Rafah en 2009

El 16 de febrero de 2005, el parlamento israelí aprobó el plan de retirada de la Franja de Gaza, que se implementaría en septiembre de ese mismo año. El control del Paso de Rafah quedó en manos de las autoridades egipcias y de la Autoridad Nacional Palestina, controlada por entonces por el partido Fatah.
El 7 de septiembre de 2005, Israel se retiró de la Franja de Gaza y cerró el Paso de Rafah. Pese a ello, Israel mantuvo el control sobre el espacio aéreo y las aguas territoriales de la Franja, así como sobre todos los pasos fronterizos a excepción del de Rafah. Por este motivo, las Naciones Unidas y la comunidad internacional todavía consideran a la Franja de Gaza como territorio ocupado por Israel. El acuerdo que estableció la Ruta Philadelphi, basado en los principios del acuerdo de paz egipcio-israelí de 1979, entregó el control fronterizo a Egipto, aunque el suministro de armas a la Autoridad Nacional Palestina debía estar sujeto al consentimiento israelí. El acuerdo especificaba que Egipto desplegaría 750 guardias a lo largo de la frontera, y tanto Egipto como Israel se comprometieron a trabajar juntos para prevenir el terrorismo, el contrabando de armas y otras actividades ilegales transfronterizas.

### Acuerdo de Acceso y Movimiento
De acuerdo con los Principios Acordados para el Paso de Rafah, que eran parte del Acuerdo de Acceso y Movimiento del 15 de noviembre de 2005, la Misión de Asistencia Fronteriza de la Unión Europea (EUBAM en sus siglas inglesas) quedó como responsable del control del Paso de Rafah. El acuerdo otorgaba a Israel la capacidad de rechazar la entrada de cualquier persona.

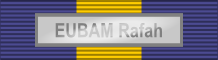
Emblema de la EUBAM en Rafah.

Los Principios Acordados para el Paso de Rafah estipulan que "Rafah también se utilizará para la exportación de bienes a Egipto". Un documento secreto de la OLP revela que, en realidad, el dictador egipcio Hosni Mubarak no permitió nunca las exportaciones. Las autoridades palestinas aceptaron que todas las importaciones de bienes se desviasen al paso de Kerem Shalom ante la amenaza de Israel de excluir a la Franja de Gaza de su sistema aduanero. Otro motivo para que los palestinos aceptasen esta cláusula fue su intento de minimizar la influencia israelí en el paso de Rafah y así potenciar su propia soberanía. Aunque el desvío de la importación de bienes a través de Kerem Shalom era una medida provisional, nunca se materializó la importación de estos a través del paso de Rafah, lo que llevó a los palestinos de la Franja de Gaza a desarrollar una economía de túneles del contrabando. Israel ha tratado de convertir el paso de Kerem Shalom (en el cruce de fronteras entre Israel, Palestina y Egipto) en un cruce comercial entre Palestina e Israel, o bien en un paso de viajeros alternativo al paso de Rafah. Los palestinos se han negado constantemente a ello, preocupados por la posibilidad de que Israel tome el control sobre la frontera palestino-egipcia o incluso con que el paso de Kerem-Shalom acabe sustituyendo al de Rafah.
El 26 de noviembre de 2005, el paso se abrió por primera vez bajo la supervisión de la Unión Europea. El ejército israelí mantuvo una vigilancia por vídeo desde una base cercana y retuvo el control sobre el movimiento de todos los bienes desde y hacia la Franja de Gaza.

## Estadísticas

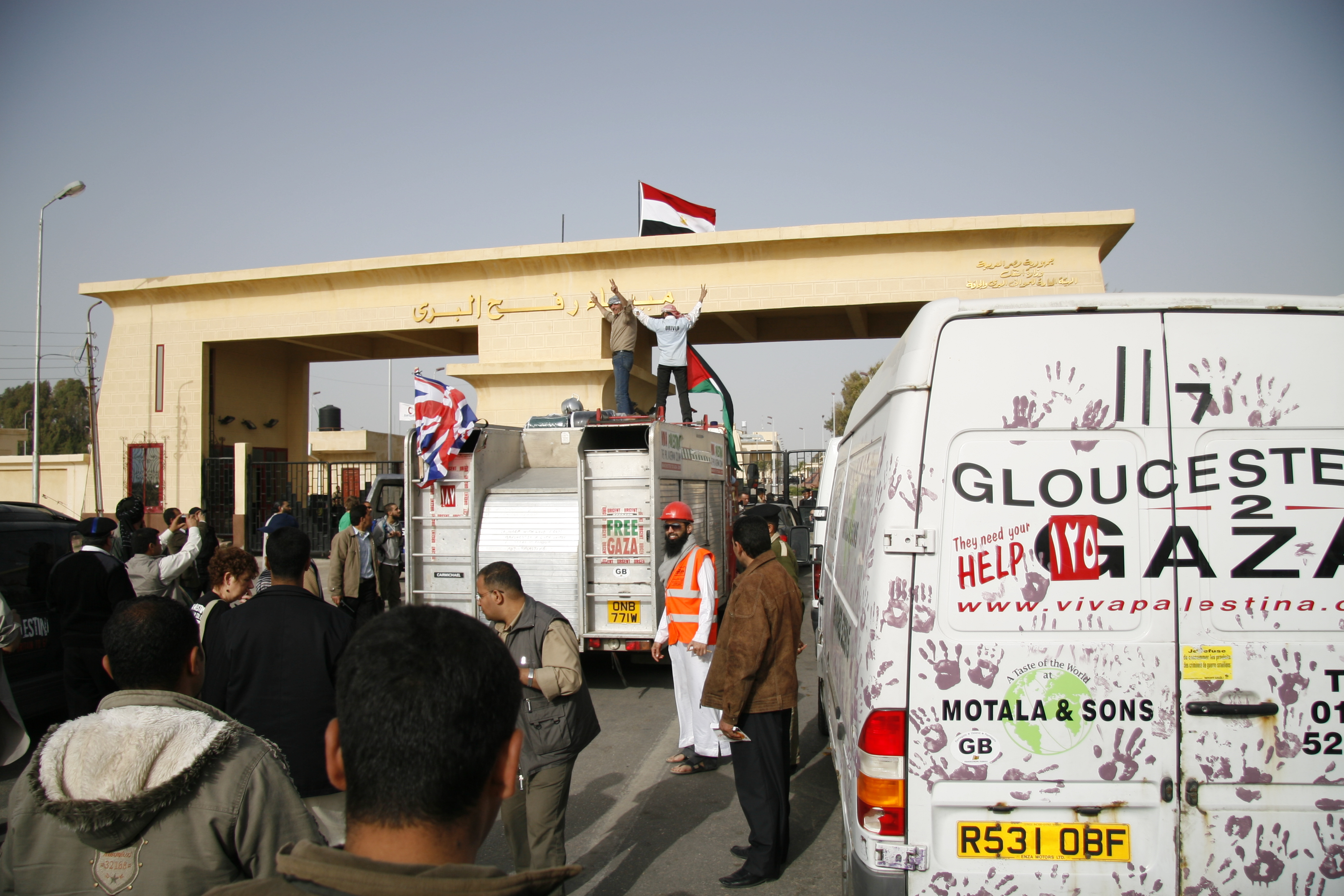
Convoy de ayuda humanitaria británica entrando por el paso de Rafah.

Tras la retirada israelí de la Franja de Gaza en 2005, la media mensual de entradas y salidas a través del paso de Rafah era aproximadamente de 40.000 personas. Después de la captura del soldado israelí Gilad Shalit en junio de 2006, el paso de Rafah permaneció cerrado el 76% de los días. La victoria electoral de Hamás en las elecciones palestinas de 2006 y su toma de control de la Franja de Gaza en 2007 llevaron al cierre completo de este paso fronterizo, salvo por algunas aperturas esporádicas permitidas por Egipto.
Entre junio de 2010 y enero de 2011, la media mensual de salidas y entradas a través del paso de Rafah era de 19.000 personas. Después de mayo de 2011, cuando el dictador egipcio Hosni Mubarak fue reemplazado por el único presidente democráticamente electo de Egipto, Mohamed Morsi, el número de pasajeros que viajaron a través del paso de Rafah creció hasta los 40.000 al mes. Cuando Morsi fue depuesto por un golpe de Estado militar en julio de 2013, el paso de Rafah fue cerrado de nuevo casi por completo.
En agosto de 2014, por primera vez desde el inicio del Bloqueo de Gaza en 2007, Egipto permitió que el Programa Mundial de Alimentos de las Naciones Unidas enviase comida a la Franja de Gaza a través del paso de Rafah. Este envío supuso un aporte alimenticio para unas 150.000 personas durante 5 días. En 2014, la media mensual de entradas y salidas fue de 8.119 personas. En septiembre de 2015 había descendido hasta las 3.300 personas mensuales para una población de en torno a 2 millones de personas. Entre el 24 de octubre de 2014 y septiembre de 2015, el paso de Rafah solo estuvo abierto 34 días. En enero de 2018, ni una sola persona pudo desplazarse hacia o desde la Franja de Gaza usando el paso de Rafah, aunque esta cifra fue poco a poco en aumento hasta un máximo de 14.228 entradas y salidas en agosto de 2018, descendiendo en septiembre a 13.321.

## Cierres del paso de Rafah

### De 2005 a 2007
De noviembre de 2005 a julio de 2007, el paso de Rafah estuvo controlado conjuntamente por Egipto y la Autoridad Nacional Palestina, con un equipo especial de la Unión Europea verificando que la parte palestina cumplía con los acuerdos. El paso abrió diariamente hasta junio de 2006. Israel emitió frecuentes avisos de seguridad que impedían a los observadores europeos acceder a la terminal. El 23 de junio, el gobierno palestino de Hamás amenazó con romper el Acuerdo del Paso de Rafah si no se volvía a abrir la frontera. El 25 de junio de 2006, un comando palestino atacó el paso de Kerem Shalom y capturó al soldado israelí Gilad Shalit. El paso de Rafah se dejó de abrirse frecuentemente tras este ataque.
El 12 de febrero de 2007, el diplomático palestino Saeb Erekat se quejó por carta al gobierno israelí y al jefe de la Misión de la Unión Europea de la manera en la que Israel conseguía cerrar el paso de Rafah casi todos los días con medidas indirectas, tales como "impedir la llegada de los observadores de la UE al paso de Rafah a través de Kerem Shalom". Un periódico palestino menciona en 2007 la preocupación de la Unión Europea por esta crisis, "en la mayoría de los casos ocasionada por el cierre israelí del paso". El 7 de mayo de 2007, el asunto del cierre israelí de los pasos de Rafah y Kerem Shalom también surgió durante una reunión de  Coordinación y Evaluación. Se prohibió el traslado de ambulancias a través del paso de Rafah. La misión de la UE propuso el uso de ambulancias diferentes a ambos lados del paso, lo que suponía un traslado de los pacientes de una a otra ambulancia en la frontera.
En junio de 2007, las autoridades egipcias cerraron el paso de Rafah como consecuencia de la victoria electoral de Hamás y de su toma de control en la Franja de Gaza. La Autoridad Nacional Palestina, controlada por Fatah, se ha negado desde entonces a la reapertura del paso hasta que este esté bajo control de su Guardia Presidencial. Debido a la falta de seguridad, los observadores de la Unión Europea decidieron evacuar la zona y Egipto acordó con Israel el cierre del paso de Rafah.

### De 2007 a 2010

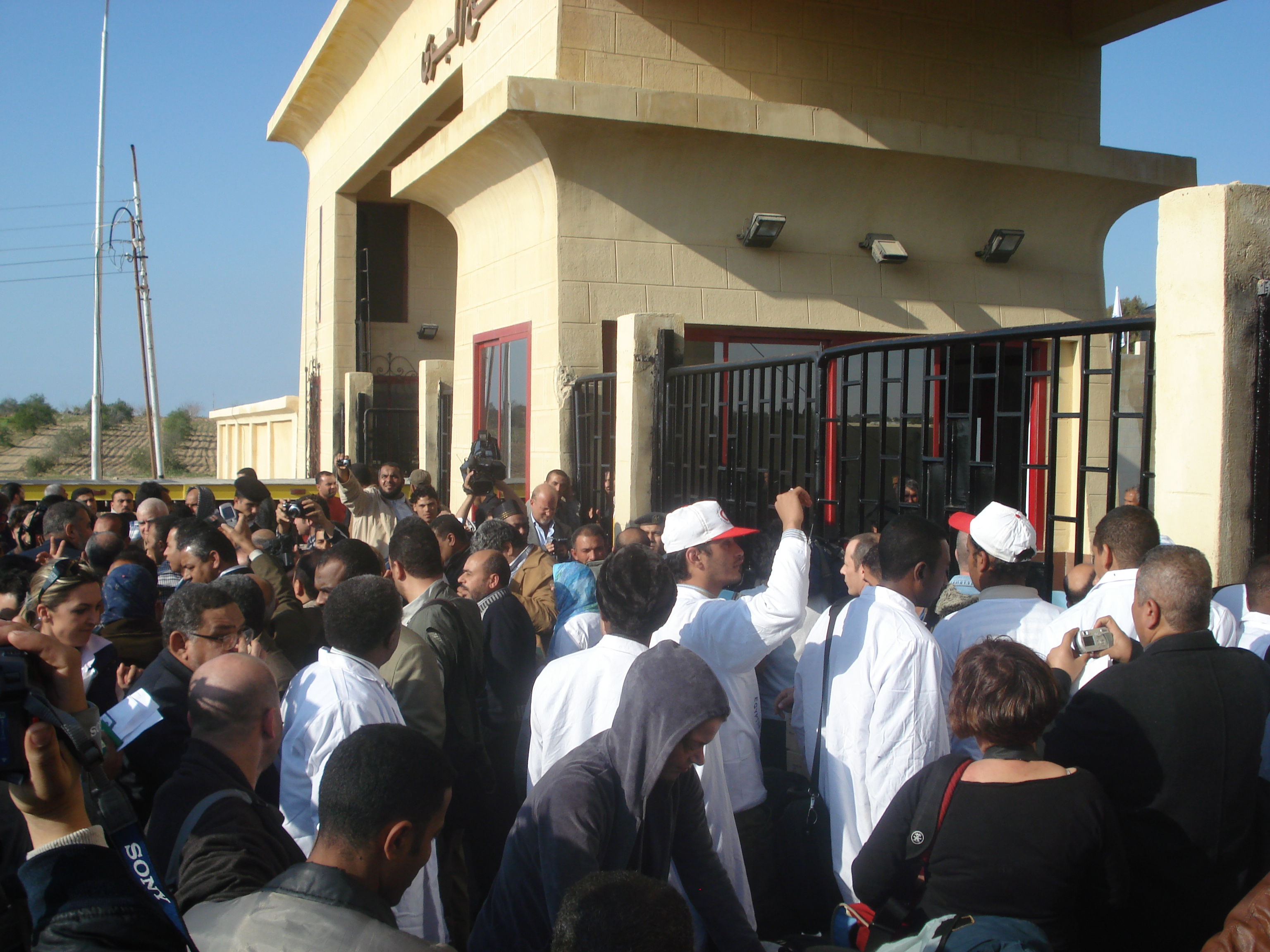
Viajeros esperando a las puertas del paso de Rafah (2009).

El 22 de enero de 2008, después de que Israel impusiera un cierre total de todos los pasos fronterizos de la Franja de Gaza, un grupo de manifestantes de Hamás intentaron abrir la puerta del paso de Rafah a la fuerza. Cuando la policía egipcia comenzó a golpearles se inició un tiroteo. Esa misma noche, Hamás derribó con explosivos unos 200 metros de la valla fronteriza, tras lo que se produjo un cruce masivo de gazatíes hacia Egipto para comprar suministros. La ONU calculó que aproximadamente la mitad de la población de la Franja de Gaza, calculada en aquel momento en 1,5 millones de habitantes, aprovechó la voladura de la valla fronteriza para trasladarse a Egipto. Compraron principalmente comida, combustible, cigarrillos, zapatos, mobiliario, piezas de automóvil y generadores. El 3 de febrero de 2008, Egipto volvió a cerrar la frontera, permitiendo tan solo el paso de los gazatíes que volvían a casa.
El 27 de junio de 2009, el primer ministro de Hamás, Ismail Haniya, propuso un mecanismo conjunto palestino, egipcio y europeo para mantener el paso de Rafah funcionando permanentemente. Haniya declaró: "vemos con buenos ojos la presencia de inspectores europeos, de los egipcios y de la Guardia Presidencial palestina, además de la presencia del gobierno de Gaza".
Según un informe de 2009 de la ONG israelí Gisha, Israel siguió controlando la frontera a través de su control del registro de población palestino, que determina quién puede atravesar el paso de Rafah. También mantenía el derecho de veto al paso de extranjeros y la capacidad de decidir un cierre indefinido del paso.

### De 2011 a 2013
El gobierno egipcio bajo el dictador Hosni Mubarak se opuso a la administración de Hamás en la Franja de Gaza y ayudó a Israel a implementar un bloqueo casi total sobre la Franja. Cuando tuvo lugar la revolución egipcia de 2011, Mubarak se vio forzado a abandonar la presidencia en febrero de 2011. El 27 de abril, Fatah y Hamás alcanzaron un acuerdo de reconciliación en El Cairo gracias a la mediación de Egipto, y el 29 de abril, Egipto anunció que abriría permanentemente el paso de Rafah. Mahmoud Abbas y Khaled Meshal firmaron el acuerdo en El Cairo el 4 de mayo de 2011 y el 28 de ese mismo mes se reabrió el paso fronterizo. Se eliminaron la mayoría de las restricciones de viaje, aunque los hombres de entre 18 y 40 años que quisieran entrar en Egipto tendrían que solicitar un visado y otros permisos de viaje necesarios. Pronto después de la revolución, el ministro de asuntos exteriores de Egipto, Nabil el-Araby, abrió una ronda de conversaciones con Hamás para relajar las restricciones de viaje y mejorar las relaciones entre ambas partes. Pese a todo, el envío de bienes hacia Gaza siguió paralizado. En las primeras cinco horas desde su apertura, 340 ciudadanos gazatíes cruzaron hacia Egipto. Aunque bajo el régimen de Mubarak no se había permitido que el paso de Rafah fuese manejado y controlado por guardias de Hamás, estos pudieron desplegarse con total naturalidad tras la elección en las urnas del presidente Morsi.
A mediados de junio de 2011, el paso volvió a cerrar durante varios días, tras lo que solo se permitió cruzar a unos cientos de personas al día en comparación con los miles que lo solicitaban. Se informó de que Egipto había acordado permitir el paso de un mínimo de 500 personas al día.
En julio de 2013, un golpe de Estado derrocó al presidente electo Mohamed Morsi, tras lo que el ejército egipcio cerró el paso de Rafah durante varios días. Posteriormente se reabrió durante tan solo cuatro horas al día. Después de la masacre de Rabaa y del aplastamiento de las numerosas protestas contra el nuevo régimen militar, el paso de Rafah fue cerrado de manera indefinida. Desde entonces, se ha sido abierto tan solo unos días cada varios meses.

### De 2013 a 2021
Después de la Guerra de Gaza de 2014, Egipto declaró que estaba preparado para entrenar fuerzas de la Guardia Presidencial palestina para hacer funcionar el paso de Rafah y desplegarse a lo largo de la frontera. Una vez que las fuerzas estuvieran a punto, Egipto abriría el paso al máximo de su capacidad. Egipto medió para la obtención de una tregua permanente entre Israel y Hamás, y el ministro de asuntos exteriores Sameh Shoukri dijo que Egipto deseaba que esta tregua llevase al establecimiento de Estado palestino dentro de las fronteras de 1967. Las facciones palestinas en la Franja de Gaza, incluido Hamás, aceptaron públicamente el regreso de la Guardia Presidencial y la Misión de la Unión Europea.
El 22 de enero de 2015, Egipto cerró el paso de Rafah. En marzo,  declaró que solo abriría el paso fronterizo si el lado palestino estaba manejado por empleados de la Autoridad Nacional Palestina bajo el mando de la Guardia Presidencial y si ningún miembro de Hamás estaba presente en él. La Yihad Islámica palestina sugirió a la inteligencia egipcia que la Autoridad Nacional Palestina y Hamás abrirían el paso de Rafah bajo la supervisión de la Guardia Presidencial. Aunque los servicios de inteligencia egipcios y Hamás estuvieron de acuerdo, la ANP no respondió. Hamás acusó a la ANP y a Fatah de “querer excluir a Hamas del panorama político y sobre el terreno mediante su insistencia en el monopolio de la ANP en el control de los pasos y las fronteras”. Hamás había aceptado dejar que los guardias presidenciales se hiciesen cargo del paso de Rafah como parte de un plan más amplio para aunar a los empleados públicos de Cisjordania y la Franja de Gaza. Algunos seguidores de Hamás mostraron su contrariedad por la iniciativa de la Yihad Islámica, que había dejado de lado a Hamás, dado que Egipto no la consideraba una organización terrorista como a Hamás.

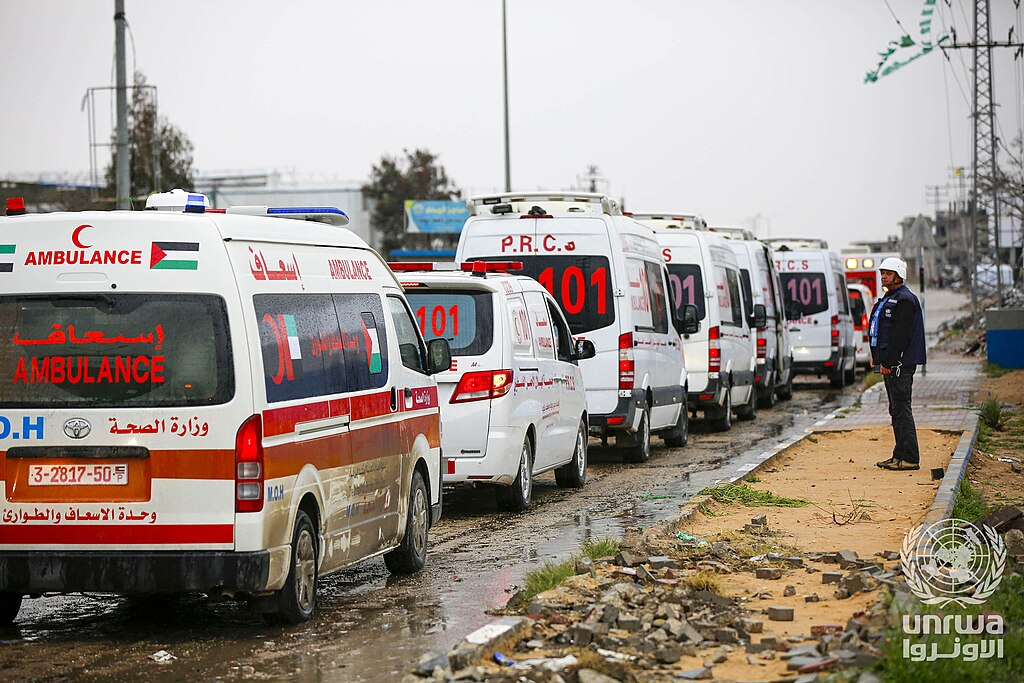
Evacuación de heridos por el paso de Rafah al comienzo de la guerra de Gaza (2023)

Sin embargo, Egipto ha permitido ocasionalmente el cruce de productos hacia la Franja de Gaza mediante el paso de Rafah, como por ejemplo un envío de combustible diésel para la planta eléctrica de Gaza en 2017 y otro envío de gas en 2018.

### Desde 2021
El 9 de febrero de 2021, en el contexto de las conversaciones que los distintos partidos políticos palestinos estaban llevando a cabo en El Cairo para la celebración de unas elecciones generales en 2021, el gobierno egipcio decretó la apertura "indefinida" del paso de Rafah, que hasta entonces había estado abierto durante tres o cuatro días consecutivos a lo sumo.